# PGC 9983
LEDA/PGC 9983, auch UGC 2111, ist eine spiralförmige Radiogalaxie vom Hubble-Typ Sab im Sternbild Andromeda am Nordsternhimmel. Sie ist schätzungsweise 247 Millionen Lichtjahre von der Milchstraße entfernt und hat einen Durchmesser von etwa 170.000 Lichtjahren. Vom Sonnensystem aus entfernt sich das Objekt mit einer errechneten Radialgeschwindigkeit von näherungsweise 5.400 Kilometern pro Sekunde.

## Galaktisches Umfeld
| Nr. | Galaxie          | Alternativname           | Rek          | Dek          | Distanz/asec |
| --- | ---------------- | ------------------------ | ------------ | ------------ | ------------ |
| →   | LEDA/PGC 9983    | UGC 2111                 | 02h38m05.52s | +41d47m22.4s | 0            |
| 1   | LEDA/PGC 2189079 | 2MASX J02380311+4154562  | 02h38m03.14s | +41d54m56.4s | 454.32       |
| 2   | LEDA/PGC 2188118 | 2MASX J02384568+4151382  | 02h38m45.67s | +41d51m38.3s | 517.10       |
| 3   | NGC 999          | PGC 10026                | 02h38m47.4s  | +41d40m14s   | 636.10       |
| 4   | NGC 996          | PGC 10015                | 02h38m39.87s | +41d38m51.1s | 640.22       |
| 5   | LEDA/PGC 2190277 | 2MASX J02375217+4158531  | 02h37m52.18s | +41d58m53.0s | 706.36       |
| 6   | LEDA/PGC 2183585 | [WGB2006] 023518+41200_e | 02h38m31.82s | +41d35m40.1s | 761.73       |
| 7   | NGC 1001         | PGC 10050                | 02h39m12.6s  | +41d40m18s   | 863.50       |
| 8   | LEDA/PGC 2183543 | 2MASX J02385029+4135332  | 02h38m50.27s | +41d35m33.3s | 869.03       |
| 9   | LEDA/PGC 2187665 | 2MASX J02364422+4150053  | 02h36m44.23s | +41d50m05.5s | 923.21       |
| 10  | LEDA/PGC 2189544 | 2MASX J02365586+4156296  | 02h36m55.85s | +41d56m29.6s | 950.84       |
| 11  | NGC 995          | PGC 10008                | 02h38m32.0s  | +41d31m45s   | 983.18       |